# Roberto Serone
Roberto Serone (Trino, 30 giugno 1925 – Torino, 31 maggio 1995) è stato un calciatore italiano, di ruolo attaccante, che ha militato nelle prime divisioni di Francia e Italia.

## Biografia
È scomparso nel 1995 all'età di 69 anni a seguito di un infarto.

## Carriera
Proveniente dal vivaio della Trinese, passa una prima volta al Torino nel 1941 dove gioca nelle squadre giovanili; nel 1945/1946 segna 28 reti nella Trinese nel campionato regionale di Serie C. Si mette in luce a fine anni quaranta quando in tre anni realizza più di 50 reti in campionato fra Serie B e Serie C con Pro Vercelli e Perugia.
Nell'estate 1949 ritorna al Torino e nel dicembre emigra in Francia per militare nel Nizza in Division 1, dove però non riesce ad imporsi come titolare, totalizzando solamente 7 presenze ed una rete .L'annata 1950-1951 è comunque rilevante in quanto, pur con una sola presenza all'attivo, conquista il titolo di Campione di Francia.
Nel dicembre 1950 torna in Italia, acquistato dal Pavia, militante in Serie C: con i lombardi disputa 26 partite realizzando 14 reti (miglior marcatore della squadra), contribuendo al terzo posto finale. L'anno successivo passa al Cagliari, sempre in Serie C. La buona stagione in Sardegna (11 reti all'attivo, e conquista della promozione in Serie B) suscita il nuovo interesse del Torino, con cui esordisce in Serie A il 7 dicembre 1952 in occasione della sconfitta esterna con la Triestina.
La stagione in granata si conclude con 14 presenze e 3 reti all'attivo, tutte nella parte finale del campionato; a fine stagione passa all'Alessandria in Serie B. Coi grigi disputa tre stagioni fra i cadetti, quindi chiude la carriera nella Trinese, laddove l'aveva iniziata; terminata l'attività agonistica, si stabilisce definitivamente a Trino Vercellese dove apre una tabaccheria.
In carriera ha totalizzato 14 presenze e 3 reti in Serie A e 132 presenze e 41 reti in Serie B.

## Palmarès

### Club

#### Competizioni nazionali
- Campionato francese: 1

Nizza: 1950-1951
- Serie C: 1

Cagliari: 1951-1952

#### Competizioni regionali
- Campionato Dilettanti: 1

Trinese: 1957-1958 (girone B)